# Augusto Arenas
Lizardo Augusto Arenas Contreras (Viña del Mar, 15 de marzo de 1929-ibidem, 24 de marzo de 2015) fue un futbolista chileno. Fue un destacado jugador y considerado uno de los mejores jugadores de Chile de los años 50 logrando con Everton de Viña del Mar dos campeonatos nacionales en 1950 y 1952. Jugaba de mediocampista  (half izquierdo). Su carrera deportiva la realizó desde finales de los años 40 hasta principios de los años 60.
El «Pelusa» se transformó en ídolo de Everton de Viña del Mar donde debutó en el profesionalismo y consiguió los primeros dos títulos nacionales de la historia de Everton. Además formó parte del Club Deportivo O'Higgins de Rancagua donde terminó su carrera.

## Características del Pelusa Viñamariño
Augusto Arenas jugaba de volante half back izquierdo. Se definía de la siguiente forma: «Yo atajaba y atacaba, iba y venía, pasaba la pelota o el jugador, pero no los dos», además de su despliegue y marca destacaba por su gran talento en el dominio del balón.
Alberto Fouillioux en una entrevista relató:
«El “Pelusa” era un crack…cuando se juntaba con Meléndez y con José María Lourido», «había que quitársela con una orden judicial».
Por su parte el gran Julio Martínez en la revista «Estadio» escribía refiriéndose a Augusto Arenas a comienzos de 1951, «tenemos half para rato».

### El gran Elías Figueroa elogia al «Pelusa Arenas»
En una entrevista al gran Elías Figueroa, considerado el mejor jugador de Chile de la historia y el mejor defensa central de todos los tiempos, se le preguntó quien fue su espejo, a lo que respondió para sorpresa del periodista: «A mí me gustaba el Pelusa (Augusto) Arenas… Para mí, el mejor pisador de pelota que vi. Era un crack, era mediocampista el “Pelusa”. Yo también empecé de volante». Con estas palabras el mejor futbolista de América por tres años consecutivos elogió al «Pelusa Arenas».
La bicicleta:
En Everton de Viña del Mar fue famoso por haber inventado la finta de la bicicleta en los años 50. El Pelusa afirma: «La bicicleta es mía, ya que todos los que me vieron saben que es así».
Un Crack dentro y fuera de la cancha:
El «Pelusa», fue uno de los jugadores más queridos por sus compañeros de esa época. En una entrevista confesó: «Siempre fui querido, ya que era muy buena persona con todos. Cuando había que estar con alguien para apoyar, siempre era el primero». También se destacó como boxeador, bailarín de mambo y uno de los mejores clavadistas de la zona. En una entrevista dijo: «Eso no es nada, pues me tiré varias veces desde lo alto de las grúas del muelle Vergara, fui campeón de peso pluma, boxeando en el coliseo de 14 Norte con Libertad (actual plaza Brasil), practiqué basquetbol y por último, también me dediqué a dar clases bailando mambo».
Anécdota para el recuerdo::
En 1977 vino a Viña Ángel Labruna el mayor goleador de la historia de Argentina, esa vez llegó como DT de River Plate a un amistoso con Everton. Entonces le Preguntó a los dirigentes de Everton: ¿y qué ha sido de ese tremendo jugador, lo mejor que he visto en Sudamérica de los 50, que jugó por Everton contra nosotros el verano de 1953 en El Tranque de Viña?. ¿Meléndez?, dijeron quienes lo escucharon. «No, Meléndez era delantero. Me refiero a uno morochito que jugaba de 6». Refiriéndose al gran «Pelusa Arenas».

## Trayectoria
En sus inicios Augusto «Pelusa» Arenas, oriundo del barrio de Santa Inés de Viña del Mar, defendía los colores del «Cruz Verde». En el año 1949 fue contactado debido a su gran talento para que se sumara al elenco viñamarino que adiestraba Martín García. El pelusa en una entrevista afirma sin falsa modestia: «Yo jugaba en el fútbol amateur, me fueron a ver y al tiro me trajeron a Everton, quedé y los saqué campeones». El entrenador Martín García se dio cuenta del potencial que tenía en su nuevo pupilo el cual inmediatamente se ganó un puesto de titular indiscutido en el equipo viñamarino con el cual haría historia.

### El Pelusa viñamarino campeón de 1950 y 1952 con Everton
En los años 50 en Everton tras la consolidación en el plano institucional, se adoptó una política deportiva que consistió en fortalecer las categorías inferiores, En 1950 el plantel estaba conformado por jugadores formados en el club más algunas incorporaciones, es en esta época donde el «Pelusa Arenas» comenzó a destacar notablemente siendo titular indiscutido y una de las figuras junto a destacados jugadores como José María Lourido, Elías Cid y René Meléndez.
Everton de la mano del «Pelusa» conquistó los títulos de los años 1950 y 1952, estos dos campeonatos son los primeros títulos de la historia de la institución viñamarina y los primeros en Chile para un equipo de provincia.
Campeón 1950:

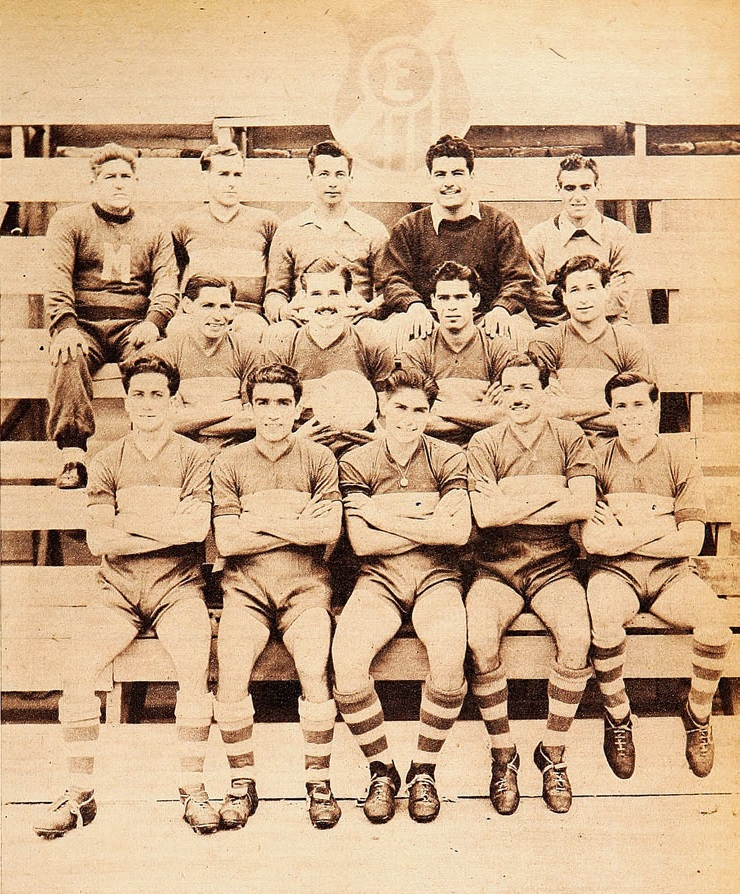
Plantel de Everton en el año de su primer campeonato nacional.

Para el Campeonato de 1950 Everton con el «Pelusa Arenas» como una de sus figuras tuvo que definir el título con Unión Española en un partido de desempate debido a una igualdad de puntaje en las fechas regulares del campeonato nacional Chileno. Fue así como en el Estadio Nacional ante más de 45.000 espectadores Everton ganó por 1 a 0, lo que significó que el cuadro de Everton se proclamara campeón por primera vez en su historia desatando un gran carnaval en la ciudad jardín. De este modo Everton se transformó en el primer club no capitalino en obtener el título nacional.
En 1951 Everton se ubicó segundo en la primera parte del torneo, para luego terminar a cinco puntos del campeón. Ese año el cuadro viñamarino demostró que estaba para cosas grandes.
Campeón 1952:
Solo dos años más tarde de su primera estrella en el torneo de 1952 Augusto Arenas se consagró como una leyenda al conseguir con Everton la segunda estrella del club, el conjunto Oro y Cielo doblegó por 4-0 a Audax Italiano, convirtiéndose así en el campeón varias fechas antes de terminado el campeonato.
El «Pelusa» fue un pilar fundamental de ese gran plantel viñamarino, el cual es considerado el mejor de la historia de Everton.
Fue en este periodo donde el club obtuvo importantes triunfos sobre clubes internacionales.
Una goleada histórica: A principios de 1953 Everton con el «Pelusa Arenas» de titular se enfrentó a Independiente de Avellaneda, el que era considerado por especialistas de ese entonces como uno de los mejores del mundo, llegó a Chile con el rótulo de ser el equipo más goleador de la temporada en Argentina, con 72 anotaciones, además venía en calidad de invicto tras una gira por Europa para iniciar un periplo por Sudamérica. Everton con un juego increíble lo goleó por 5 - 0 demostrando todos su pergaminos.
Augusto Arenas siguió vistiendo la camiseta oro y cielo logrando buenas actuaciones en el campeonato nacional hasta su salida del club viñamarino el año 1954, convirtiéndose de esta forma en un ídolo para los evertonianos y los amantes del buen fútbol.
O'Higgins de Rancagua: Durante la segunda mitad de la década del 50 el «Pelusa Arenas» defendió los colores de O'Higgins con mucha clase y talento. El cuadro rancagüino recientemente había debutado en el profesionalismo y durante varios años con el Pelusa en la institución logró ser protagonista de varios campeonatos nacionales destacando por su buen juego. Posteriormente el crack viñamarino se retiró en los años 60 culminando una gran carrera deportiva.

## Selección nacional
Fue convocado a la selección chilena en la primera mitad de los años 50. Jugó de titular por la banda izquierda en el Campeonato Sudamericano 1953. Formó la dupla de contención con Manuel Álvarez. Además en este plantel compartió con destacados futbolistas como Sergio Livingstone, Atilio Cremaschi y Enrique Hormazábal entre otros.

## Participaciones en Copa América
| Torneo                       | Sede | Resultado    |
| ---------------------------- | ---- | ------------ |
| Campeonato Sudamericano 1953 | Perú | Cuarto lugar |

## Palmarés

### Campeonatos nacionales
| Título           | Club    | País  | Año  |
| ---------------- | ------- | ----- | ---- |
| Primera División | Everton | Chile | 1950 |
| Primera División | Everton | Chile | 1952 |